# 2018年7月逝世人物列表
2018年逝世人物列表：1月 - 2月 - 3月 - 4月 - 5月 - 6月 - 7月 - 8月 - 9月 - 10月 - 11月 - 12月
2018年7月逝世人物列表，是用於匯總2018年7月期間逝世人物的列表。

## 依日期排序

### 31日
- 艾里奧·比古多（英语：Hélio Bicudo），96歲，巴西政治人物，前眾議院議員、聖保羅副市長，死於中風。[1]
- 亞歷克斯·弗格森爵士（英语：Alex Fergusson (politician)），69歲，英國政治人物，前蘇格蘭議會議長（英语：Presiding Officer of the Scottish Parliament）。[2]
- 苏鸿熙，104岁，中国醫學家，中华医学会胸心血管外科学分会首届主任委员、中国人民解放军总医院心外科教授，中国心脏外科奠基人。[3][4]

### 30日
- 周尧和，91岁，中国物理冶金学家。[5]
- 海亞姆·米爾扎扎傑（英语：Khayyam Mirzazade），82歲，阿塞拜疆作曲家和學者。[6]
- 卡門·格雷羅·納庫皮爾（英语：Carmen Guerrero Nakpil），96歲，菲律賓作家和歷史學家，前菲律賓國家歷史委員會（英语：National Historical Commission of the Philippines）主席，死於肺炎。[7]
- 羅恩·德勒姆斯（英语：Ron Dellums），82歲，美國政治人物，前美國眾議院加州第七、第八及第九國會選區代表議員、奧克蘭市長（英语：List of mayors of Oakland, California），死於前列腺癌。[8]

### 29日
- 周亦卿，82歲，香港企業家，其士集團創辦人。[9]
- 馬如風，65歲，台灣資深演員。在南投竹山一間民宿浴室猝逝。[10]
- 林祥棣，84岁，中國工程院院士、前中科院成都分院院长。[11]
- 武爱民，中国官员，张家口宣化区住建局副局长，自缢而死。[12]
- 钱小惠，90岁，中国作家，中国作家协会会员，北京作协原专职作家。[13]
- 羅伯特·G·洛厄里（英语：Robert G. Lowery），78歲，美國政治人物，前弗洛里森特市長，跌倒而死。[14]
- 薇貝克·斯科芙特魯德（挪威語：Vibeke Skofterud），38岁，挪威女子越野滑雪运动员，曾获奥运冠军（2010年），因水上摩托车事故去世。[15]
- 尼古拉·沃爾科夫（英語：Nikolai Volkoff），本名約瑟普·尼古拉·佩魯梭維奇，70歲，美國籍克羅埃西亞裔職業摔角選手。[16]

### 28日
- 刘星，94岁，安徽省广播电视厅党组副书记、副厅长。[17]
- 潘镛，101岁，中国学者，云南师范大学历史系教授。[18]
- 文森佐·拉德拉（德语：Vincenzo Labella），93歲，義大利電影編劇（《马可·波罗》）。[19]
- 玄昭煥（朝鲜语：현소환），80歲，韓國記者。[20]
- 吉列爾莫·布雷德斯頓（英语：Guillermo Bredeston），84歲，阿根廷演員（《總是有窮人（英语：Pobres habrá siempre）》、《蜻蜓不是昆蟲（英语：The Dragonfly Is Not an Insect）》、《不道德美味（英语：Deliciously Amoral）》），死於中風。[21]
- 奧爾加·傑克斯卡（英语：Olga Jackowska），68歲，波蘭搖滾女歌手，死於卵巢癌。[22]

### 27日
- 吴春祥，67岁，馬來西亞前柏拉旺州议员。[23]
- 金桐润（韓語：김동윤），20岁，韩国男子团体SPECTRUM成员，曾参加MIXNINE，死因不明。[24]
- 馬科·奧里利·德納格里（英语：Marco Aurelio Denegri），80歲，秘魯語言學家、性學家和電視主持人，死於肺纖維化。[25]
- 尤里·舒德羅韋（英语：Yuri Shundrov），62歲，俄羅斯-烏克蘭冰球運動員（索基爾基輔（英语：Sokil Kiev））和守門員教練。[26]
- 王继才，58岁，中国江苏省灌云县开山岛民兵哨所原所长、开山岛村党支部原书记。病逝。[27]
- 宋玉泉，85岁，中国金属材料超塑性专家、教育家，中国科学院院士，吉林大学教授。[28]

### 26日
- 蔡伯勵，96歲，香港堪輿曆學家。印行《通勝》的真步堂第三代傳人。[29]
- 沙叶新，79岁，中国大陆剧作家，死於胃癌。[30]
- 日本奥姆真理教高层第二批死刑执行（绞刑）[31]：
  - 岡崎一明（日語：岡崎 一明），57歲
  - 橫山真人（日語：横山 真人），54歲
  - 端本悟（日語：端本 悟），51歲
  - 林泰男（日語：林 泰男），60歲
  - 豐田亨（日語：豊田 亨），50歲
  - 廣瀨健一（日語：広瀬 健一），54歲
- 阿尔弗雷多·德拉吉拉（西班牙語：Alfredo del Águila），83歲，墨西哥足球運動員（墨西哥國家隊、托卢卡、美洲）。[32]
- 阿洛依扎斯·凱文尼斯（英语：Aloyzas Kveinys），56歲，立陶宛國際象棋大師，死於心臟病。[33]
- 严纪华，70岁，安徽省政协办公厅原副巡视员。[34]
- 徐荣楠，93岁，安徽省政协原副主席，安徽省立医院原副院长，安徽省外科学先驱。[35]

### 25日
- 布朗-威爾金森勳爵（英语：Nick Browne-Wilkinson, Baron Browne-Wilkinson），88歲，英國法官，前首席常任上訴法官。[36]
- 路易斯·格奈廷（英语：Luis Gneiting），50歲，巴拉圭政治人物，農業部部長，在飛機空難中身亡。[37]
- 德溫·瓊斯（英语：Delwin Jones），94歲，美國政治人物，前德克薩斯州眾議院（英语：Texas House of Representatives）議員。[38]
- 塞吉歐·馬奇翁（英语：Sergio Marchionne），66歲，義大利裔加拿大企業家，飛雅特克萊斯勒（FCA）前執行長，死於手術後併發症。[39]
- 蓋伊·莫利納利（英语：Guy Molinari），89歲，美國政治人物，前美國眾議院紐約州第十四及第十七國會選區（英语：New York's 17th congressional district）代表議員、纽约州众议院議員。[40]
- 維森廸·拉米雷斯（西班牙語：Vicente Ramirez），年齡不詳，巴拉圭政治人物，畜牧部次長，在飛機空難中身亡。[37]
- 瑪莉·艾里斯（英语：Mary Ellis），101歲，二戰時期英國空軍女性飛行員，「空運輔助隊」成員之一。[41]

### 24日
- 彭荆风，89岁，中国作家，中国作家协会会员、名誉委员，原成都军区政治部创作室主任。[42]
- 俞成煥（朝鲜语：유성환），86歲，韓國政治人物，前韓國國會大邱中區（朝鲜语：대구 중구의 국회의원）與西區代表議員（朝鲜语：대구 서구의 국회의원）。[43]
- 弗洛林多·法布里奇奧（英语：Florindo Fabrizio），73歲，美國政治人物，前宾夕法尼亚州众议院議員，死於癌症。[44]
- 小默里·沃森（英语：Murray Watson Jr.），86歲，美國政治人物，前德克薩斯州參議院（英语：Texas Senate）及眾議院（英语：Texas House of Representatives）議員。[45]

### 23日
- 魯會燦（韓語：노회찬），61岁，韓國政治人物，正義黨国会党鞭。跳樓身亡。[46]
- 崔仁勳（朝鲜语：최인훈），82歲，韓國小說家。[47]
- 卡立·沙烈，70岁，馬來西亞藝術工作者。電影演員、司會、戲劇工作者。[48]
- 瑪麗恩·皮特曼·艾倫（英语：Maryon Pittman Allen），92歲，美國政治人物，前美國參議院阿拉巴馬州代表議員。[49]
- 保羅·馬德利（英语：Paul Madeley），73歲，英國足球運動員（列斯聯、英格蘭代表隊），死於柏金遜症。[50]
- 刘耀华，93岁，中国官员，原淮北市人大常委会副主任。[51]
- 宋克，91岁，中国官员，马鞍山市人大常委会原副主任。[52]

### 22日
- 都千代（日語：都 千代），117歲81天，日本女性超級人瑞暨在世最長壽者。[53][54][55]
- 伊克拉莫拉·甘地普爾（英语：Ikramullah Gandapur），56歲，巴基斯坦政治人物，前開伯爾-普赫圖赫瓦省農業部（英语：Khyber Pakhtunkhwa Department of Agriculture）部長，死於炸彈襲擊。[56]
- 巴薩比·楠迪（英语：Basabi Nandi），82歲，印度女演員（《Bon Palashir Padabali（英语：Bon Palashir Padabali）》），死於心臟病。[57]
- 王華生，93歲，香港企業家，中華造船廠創辦人，有「造船大王」之稱。病逝。[58]
- 徐天潤，73歲，香港油畫家，生於上海，曾任香港油畫家協會會長，上海美術家協會會員，病逝。[59]
- 汪衍振，56岁，中国作家，中国作家协会会员，黑龙江省佳木斯市作协原主席。[60]

### 21日
- 松本龍（日語：松本 龍），67歲，日本政治人物，原環境大臣，死於肺癌。[61]
- 哈羅德·科文頓（英语：Harold Covington），64歲，美國政治活動家。[62]
- 約瑟夫·奧揚加（英语：Joseph Oyanga），82歲，烏干達羅馬天主教主教，前天主教利拉教區主教。[63]
- 克里斯多福·斯文松（英語：Christopher Svensson），52歲，英國汽車設計師、福特汽車設計總監。[64]
- 周正庆，83歲，中国政治人物，中国证监会第三任主席。[65]
- 郑鸿业，89歲，中国国际贸易促进委员会前党组书记、会长，病逝。[66]
- 李敏，93岁，中国人民政治协商会议黑龙江省委员会原副主席。[67]
- 陆帼一，97岁，中国蔬菜栽培和生理生态学专家，西北农林科技大学园艺学院教授。[68]
- 綺綺，本名郭麗綺，臺灣女童畫家。[69]

### 20日
- 黃田志，40歲，馬來西亞雪兰莪無拉港州議員，死於車禍。[70]
- 邁克爾·埃利斯（英语：Michael Ellis (American politician)），77歲，美國政治人物，前威斯康星州參議院（英语：Wisconsin State Senate）及眾議院（英语：Wisconsin State Assembly）議員。[71]
- 馬丁·奧多諾霍（英语：Martin O'Donoghue），85歲，愛爾蘭政治人物，前經濟規劃（英语：Minister for Culture, Heritage and the Gaeltacht）與教育部長（英语：Minister for Education and Skills）、爱尔兰众议院議員。[72]
- 桑颇·才旺桑配，77岁，政协西藏自治区委员会常务委员，拉萨市人大常委会原副主任。[73]
- 又吉耶穌（日語：又吉 イエス），日本宗教暨政治人物、常年候選人。[74]

### 19日
- 橋本忍（日語：橋本 忍），100歲，日本電影編劇（《羅生門》、《生之慾》、《七武士》等）。死於肺炎。[75]
- 葉松根，78歲，台灣企業家，羽田機械、大葉大學創辦人。[76]
- 易卜拉欣·考馬斯（英语：Ibrahim Coomassie），76歲，尼日利亞警察，前警察總監（英语：Inspector General of Police (Nigeria)）。[77]
- 艾德倫·康納（英语：Adrian Cronauer），79歲，美國空軍中士、越戰時期美軍電台知名DJ，1987年電影《早安越南》的主角原型。[78]
- 老拉約·德·哈利斯科（英语：Rayo de Jalisco Sr.），85歲，墨西哥職業摔跤手（AAA（英语：Lucha Libre AAA Worldwide））。[79]
- 強·史奈普（英语：Jon Schnepp），51歲，美國導演，死於中風。[80]
- 丹尼斯·丁，25歲，哈薩克斯坦花式滑冰運動員，被竊賊刺殺。[81]

### 18日
- 莫振華，39歲，退役香港賽馬見習騎師。在17日以馬房策騎員身份在沙田馬場操練馬匹時墮馬，延至18日去世。[82]
- 凌力，76岁，中国历史小说家、中国人民大学清史研究所研究员、教授及前北京作家协会副主席。[83]
- 颜家烈，76岁，中国教师，南京大学电子科学与工程学院副教授。[84]
- 赵国田。87岁，中国学者，哈尔滨工业大学教授。[85]
- 耿表曾，95岁，中国官员，原徽州地委秘书长。[86]
- 王淑雯，97岁，中国妇产科专家，天津市中心妇产科医院主任医师，教授。[87]
- 卡洛斯·阿爾杜納特·里昂（英语：Carlos Aldunate Lyon），102歲，智利耶穌會牧師、新手學碩士（英语：Master of novices）（教宗方濟各）及作家。[88]
- 羅納德·H·格里菲斯（英语：Ronald H. Griffith），82歲，美國軍官，前美國陸軍副參謀長（英语：Vice Chief of Staff of the United States Army），死於心臟病。[89]
- 安娜貝爾·尼爾森（英语：Ladies of London），49歲，英國模特兒、童書作家、演員。[90]
- 伯顿·里克特（英語：Burton Richter），87歲，美國物理學家，1976年諾貝爾物理學獎得主。[91]

### 17日
- 楊國樞，85岁，台灣心理學家、中央研究院第22屆（人文及社會科學組）院士，曾任中央研究院副院長及澄社創社社長等職。[92][93]
- 甘铁生，72岁，中国作家，中国作家协会会员，全国台联台声杂志社原编辑。[94]
- 林肯·布羅爾（英语：Lincoln Brower），86歲，美國昆蟲學家（帝王斑蝶）和學者。[95]
- 若昂·塞梅多（英语：João Semedo），67歲，葡萄牙肺病學家和政治人物，前共和国议会議員。[96]

### 16日
- 马长庆，82岁，中國大陸伊斯蘭教人物，青海省政协副主席、青海省伊斯兰教协会会长、西宁东关清真大寺教长。[97]
- 徐平，98岁，中国政治人物，原国防科工委政治部主任。[98]
- 王世荣，85岁，中国动画摄影师，上海美术电影制片厂摄影师、国家二级摄影师。[99]
- 周貴林，76歲，馬來西亞足球員。[100]
- 罗宾·琼斯（英語：Robin Jones），64歲，前美國職業籃球運動員。[101]
- 瑪德琳·卡曼（英语：Madeleine Kamman），87歲，法國廚師和餐館老闆。[102]
- 加布里埃爾·里維拉（英语：Gabriel Rivera），57歲，美國美式足球運動員（匹兹堡钢人、德克薩斯理工紅色入侵者（英语：Texas Tech Red Raiders football））。[103]

### 15日
- 生田悦子（日语：生田悦子），71歲，日本女演員。[104]
- 李惠璟（朝鲜语：이혜경 (1929년)），88歲，韓國女演員。[105]
- 羅尼·弗雷德里克·安斯內斯（英语：Ronny Fredrik Ansnes），29歲，挪威越野滑雪運動員，淹死。[106]
- 斯坦·劉易斯（英语：Stan Lewis (record label owner)），91歲，美國唱片公司老闆（寶石唱片（英语：Jewel Records (Shreveport record label)））。[107]
- 徐大毅，88岁，政协第八届山西省委员会副主席。[108]
- 韩汝珊，81岁，中国物理学家，北京大学物理学院（原物理系）教授。[109]
- 夏铁生，93岁，原上海市金属材料公司党委书记。[110]

### 14日
- 唐納德爵士（英語：Sir Alan Donald），87歲，英國外交官，英國駐華大使（1988年－1991年），香港政府政治顧問（1974年－1977年）。[111]
- 西奥-本·古里拉布（英語：Theo-Ben Gurirab），79歲，前纳米比亚总理。[112]
- 梶山浩（日語：梶山 浩），年齡不詳，日本成人漫畫家、插畫家、人物設計家。[113]
- 葉耀星，65岁，台灣電視節目《心海羅盤》主持人，死於大腸癌。[114]
- 徐瑢教（朝鲜语：서용교），50歲，韓國政治人物，前韓國國會釜山南區代表議員（朝鲜语：부산 남구의 국회의원）。[115]
- 張金儀（英语：Gordon Chong），74歲，加拿大華裔政治人物，前多倫多市議會議員與大多倫多服務委員會（英语：Greater Toronto Services Board）主席。[116]
- 羅恩·托馬斯（英语：Ron Thomas），67歲，美國籃球運動員（路易斯維爾紅雀（英语：Louisville Cardinals men's basketball）、肯塔基上校队）。[117]
- 程之范，96岁，北京大学医学部教授，原北京大学医史学研究中心主任。[118]
- 刘迪光，68岁，中国官员，政协宜春市委员会原副主席。[119]
- 邱刚泽，94岁，中国官员，重庆市江北区人民政府原区长、顾问。[120]
- 许京骐，98岁，中国学者，北京建筑工程学院原院长、党委副书记。[121]

### 13日
- 南希·巴白圖（英語：Nancy Barbato），101歲，美國秘書，已故藝人的第一任妻子。[122]
- 格拉姆·丹傑菲爾德（英语：Grahame Dangerfield），80歲，英國廣播員和博物學家。[123]
- 弗蘭克·吉羅（英语：Frank Giroud），62歲，法國漫畫作家。[124]
- 淺利慶太（日语：浅利 慶太），85歲，日本舞台戲劇家，作家，導演。著名戏剧团四季劇團創辦人。淋巴癌。[125]
- 吴德仁，85岁，中国传染病与流行病学专家，原浙江医科大学公共卫生学院院长。[126]
- 伊蕾，66岁，中国作家，中国作家协会会员，天津文学杂志社原编辑。[127]

### 12日
- 阿巴斯·阿米爾-恩特薩姆（英语：Abbas Amir-Entezam），86歲，伊朗政治人物和被定罪的間諜，前副總理。[128]
- 莱恩·查普尔（英語：Leonard R. Chappell），77歲，美國職業籃球員。[129]
- 克拉爾多·費爾南德斯·阿爾伯（英语：Xerardo Fernández Albor），100歲，西班牙政治人物，前加利西亞地方政府主席（英语：President of the Regional Government of Galicia）。[130]
- 羅伯特·沃德斯（荷蘭語：Robert Wolders），81歲，荷蘭演員，已故影星柯德莉夏萍男友。[131]
- 朱德发，85岁，中国作家，中国作家协会会员，中国现代文学研究会原副会长、山东师范大学文学院教授。[132]

### 11日
- 计春华，56歲，中国武打演员，曾被誉为“中国金牌反派明星”，死於肺癌。[133]
- 刘振华，97岁，中华人民共和国开国少将，原北京军区政委。[134]
- 庄启传，66岁，中国企业家、政治人物，納愛斯集團創辦人，病逝。[135]
- 刘珩，82岁，中国前纺织工业部副部长、中国民主建国会中央委员会前副主席，病逝。[136]
- 乌丙安，90岁，中国民俗学家，辽宁大学教授。[137]
- 吴锡璋，94岁，原江西冶金学院（现江西理工大学）院长。[138]
- 何寿平，76岁，中国水业专家，中国水网联合创始人。[139]
- 王彦，90岁，中国政治人物，原中国人民解放军空军政治学院院长[140]
- 麦太成（英語：Mai Tai Sing），94岁，美国华裔演員，死於心脏病。[141]
- 馬里奧·加爾加諾（英语：Mario Gargano），89歲，意大利政治人物，前眾議院議員。[142]
- 喬瓦尼·馬拉（英语：Giovanni Marra），87歲，意大利羅馬天主教主教，前天主教墨西拿-利帕里島-聖盧恰德爾梅拉總教區大主教。[143]
- 林迪·雷米吉诺，87岁，美国前男子田径运动员，奥运会金牌得主。[144]

### 10日
- 田家炳，98歲，香港企業家、慈善家，田家炳基金會創辦人。[145]
- 卡羅·貝納通（英语：Carlo Benetton），74歲，意大利商人，班尼顿共同創辦人，死於癌症。[146]
- 賈恩·亨利·T·奧爾森（英语：Jan Henry T. Olsen），74歲，挪威政治人物，死於腦退化症。[147]
- 胡勝正，77歲，台灣經濟學家、中央研究院第23屆（人文及社會科學組）院士、中華經濟研究院董事長。[93][148]

### 9日
- 第六代卡靈頓勳爵（英語：The 6th Lord Carrington），99歲，英國政治人物，前外交大臣與北大西洋公約組織總秘書長（英语：Secretary General of NATO）。[149]
- 米歇爾·特羅蒙（英语：Michel Tromont），81歲，比利時政治人物，前眾議院議員、埃諾省省長與基耶夫蘭市長。[150]
- 杨晔，49岁，中国证券研究专家，招商证券研究发展中心研究总监。[151]
- 张闽，85岁，原河北工学院党委副书记、院长。[152]
- 骆瑛，94岁，光明日报社原科学部高级编辑。[153]
- 杨钧，93岁，广东省人大常委会原副秘书长、办公厅原主任。[154]
- 徐国志，55岁，中国作家，中国作家协会会员，河北省承德市公安局原副调研员。[155]

### 8日
- 刘彤华，88岁，中国医学家、病理学家、医学教育家，北京协和医院病理科教授、研究员。[156]
- 基仙（英语：Alan Gilzean），79歲，前蘇格蘭足球員，死於腦瘤。[157]
- M·M·雅各布（英语：M. M. Jacob），90歲，印度政治人物，前梅加拉亞邦總督（英语：List of governors of Meghalaya）。[158]
- 奧利佛·克努森（英語：Oliver Knussen），66歲，英國作曲家、指揮家。[159]
- 弗兰克·蘭姆西（英語：Frank Ramsey），86歲，美國職業籃球員（波士顿凯尔特人）。[160]
- 羅伯特·D·雷（英语：Robert D. Ray），89歲，美國政治人物，前艾奥瓦州州长、德梅因市長與德雷克大學（英语：Drake University）校長，死於帕金遜症。[161]

### 7日
- 许淑香，102歲，新加坡第四任總統黃金輝的夫人，死於呼吸衰竭。[162]
- 王克芬，91岁，中国舞蹈史学家、教育家，中国艺术研究院舞蹈研究所研究员，敦煌研究院兼职研究员。[163]
- 席时佳，88岁，大连医科大学原英语教研室教授。[164]
- 泰勒·霍尼卡特（英语：Tyler Honeycutt），27歲，美國籃球運動員（加州大學洛杉磯分校（英语：UCLA Bruins men's basketball）、沙加緬度國王），用槍自殺。[165]
- 萊維科·盧基揚年科（英语：Levko Lukyanenko），89歲，蘇聯出生的烏克蘭政治異見人士和政治人物，前烏克蘭人民代表。[166]

### 6日
- 日本奥姆真理教高层死刑执行（绞刑）：
  - 麻原彰晃（日語：麻原 彰晃），本名松本智津夫（日語：松本 智津夫），63歲，原奧姆真理教教主。[167]
  - 井上嘉浩（日語：井上 嘉浩），48歲，原奧姆真理教幹部。[168]
  - 早川紀代秀（日語：早川 紀代秀），68歲，原奧姆真理教幹部。[169]
  - 中川智正（日語：中川 智正），55岁，原奧姆真理教幹部。[170]
  - 遠藤誠一（日语：遠藤誠一），58歲，原奧姆真理教幹部。[171]
  - 土谷正實（日語：土谷 正実），53歲，原奧姆真理教幹部。[171]
  - 新實智光（日語：新実 智光），54歲，原奧姆真理教幹部。[171]
- 沙曼·庫南，38歲，泰國海豹部隊前隊員，志願潛水運送氧氣瓶給睡美人洞受困者之後，回程途中氧氣不足而身亡。[172]
- 弗拉科·利維斯基（英语：Vlatko Ilievski），33歲，馬其頓歌手和演員。[173]
- 喬希琵娜‧波耶陶-法勞（英语：Giuseppina  Projetto），116歲，義大利超級人瑞，最後一位出生於1902年之人類。[174]
- 安東尼奧·托萊多·科爾沃（英语：Antonio Toledo Corro），99歲，墨西哥政治人物，前錫那羅亞州州長（英语：Governor of Sinaloa），死於腦梗塞。[175]
- 石坂公成（日語：石坂 公成），92歲，日本醫學家，1966年與妻石坂照子共同發現免疫球蛋白E。[176]
- 中尾翔太（日語：中尾 翔太），22歲，日本偶像組合「FANTASTICS」成員，死於胃癌。[177]
- 贾子健，90岁，中國大陸官員，曾任贵州省人民政府办公厅调研员。[178]
- 吴致中，98岁，中國大陸官員，曾任云南省商业厅副厅长，云南省对外贸易管理局局长，云南省财贸办副主任、党组副书记。[179]

### 5日
- 健釗法師，73歲，澳門佛教總會理事長。[180]
- 亞當·西羅馬（英语：Adamu Ciroma），83歲，尼日利亞政治人物及銀行家，前財政部部長（英语：Federal Ministry of Finance (Nigeria)）。[181]
- 唐納德·J·法里什（英语：Donald J. Farish），75歲，美國教育家，前羅傑威廉姆斯大學校長。[182]
- 克勞德·朗玆曼（法語：Claude Lanzmann），92歲，法國紀錄片導演。[183]
- 若望-類斯·托朗（法語：Jean-Louis Tauran），75歲，羅馬天主教會樞機，樞機團總務樞機，以樞機團首席助祭（英语：Protodeacon）的身份於2013年教宗選舉秘密會議完結後宣告教宗方濟各當選。[184]
- 张仁里，85岁，原中央戏剧学院表演系主任、教授。[185]
- 高忠孝，中国官员，河北张家口市人大常委会常务副秘书长，坠亡。[186]
- 徐宜，87岁，中国声乐教育家、上海音乐学院声乐歌剧系教授。[187]

### 4日
- 罗比·穆勒（荷蘭語：Robby Müller），78歲，荷蘭電影攝影師。[188]
- 卡門·康帕涅（英语：Carmen Campagne），58歲，加拿大女歌手和兒童藝人，朱諾獎（英语：Juno Award for Children's Album of the Year）得主（1989年（英语：Juno Awards of 1989）），癌症。[189]
- 哈里·M·米勒（英语：Harry M. Miller），84歲，新西蘭裔澳洲推廣人、公關人員和人才經紀人。[190]
- 羅尼·愛德華（英語：Ronnie "Oni" Edwards），25歲，美國Youtuber，自殺。[191]
- 普巴，77岁，西藏自治区原林芝地区检察分院检察长。[192]
- 秦长年，82岁，中国官员，原安徽省人事局党组成员。[193]
- 赵明义，85岁，中国马克思主义理论家、政治学家、社会主义学家，山东大学教授，原山东大学科学社会主义系主任。[194]
- 刘任，中国官员，安徽淮南潘集区人大常委会副主任，坠亡。[195]

### 3日
- 王健，57歲，中國企業家，海航集團創始人之一兼董事長，在法國公務考察時意外跌落重傷致死。[196]
- 王洪模，98岁，中国官员，吉林省高级人民法院原院长。[197]
- 杨万胜，98岁，中国老红军，新疆自治区商务厅原副厅长。[198]
- 王树芳，87岁，中国政治人物，山东省人大常委会原副主任、党组原副书记。[199]
- 丁士镛，83岁，中国军事人物，原中国人民武装警察部队技术学院院长。[200]
- 艾倫·迪亞茲（英语：Alan Diaz），71歲，美國攝影師，普立茲獎（英语：Pulitzer Prize for Breaking News Reporting）得主（2001年）。[201]
- 梅奇·斯蒂芬斯（英语：Meic Stephens），79歲，威爾斯作家和編輯。[202]
- 理查德·史威夫特（英语：Richard Swift (singer-songwriter)），41歲，美國音樂人，病逝。[203]
- 佐藤貴廣，41歲，日本漫畫家。[204]
- 何润妹，65岁，马来西亚女公民，死於急性肺炎。
- 谢承祥，81歲，馬來西亞《光華日報》前副总编辑。[205]

### 2日
- 亨利·巴特勒（英语：Henry Butler），68歲，美國爵士鋼琴家，死於癌症。[206]
- 安東尼奧·哈里利（英語：Antonio Halili），72歲，菲律賓八打雁省塔納武安市（Tanauan）市長，參加升旗典禮時遭槍擊身亡。[207]
- 安吉爾·羅伯托·塞費爾特（英语：Ángel Roberto Seifart），76歲，巴拉圭法官與政治人物，前副總統（英语：Vice President of Paraguay）。[208]
- 苏海米沙菲益，50岁，马来西亚雪兰莪州议员。[209][210]
- 桂歌丸（日语：桂歌丸），81歲，日本落語（單口相聲）藝術協會會長，死於肺炎。[211]
- 陳志達，56歲，香港舞台劇《絕代芳華》及前亞洲電視高級化妝師，亦為已故大師陳文輝次子，死於急性肺炎。[212]
- 吕东明，88岁，中国京剧表演（程派）艺术家。[213]
- 林文镜，90岁，中国侨领、融侨集团创始人。[214]
- 阿里卡威，84岁，馬來西亞砂拉越警队前政治部主任拿督斯里，死於心臟病。 [215]
- 李俊杰，89岁，中國长影艺术家、国家一级美术师、中国电影美术家协会会员，病逝。[216]
- 刘伯里，88岁，中国化学家，中国工程院院士、北京师范大学化学学院教授，病逝。[217]
- 宋发宏，87岁，中国官员，新疆维吾尔自治区民政厅原副厅长。[218]
- 容观夐，96岁，中国人类学家，中山大学人类学系教授。[219]
- 喻喜春，90岁，中国针灸医学家，安徽省针灸医院创办者。[220]

### 1日
- 阿曼多（英语：Armando (artist)），88歲，荷蘭藝術家。[221]
- 羅伊·卡爾（英语：Roy Carr），73歲，英國音樂記者（《新音乐快递》、《Vox（英语：Vox (magazine)）》）。[222]
- 布拉德·戴伊（英语：Brad Dye），84歲，美國政治人物，前密西西比州副州長（英语：Lieutenant Governor of Mississippi）。[223]
- 彼得·菲爾曼（英语：Peter Firmin），89歲，英國電視製片人（《布袋貓（英语：Bagpuss）》、《小杯子王子（英语：Noggin the Nog）》、《針織鼠一家（英语：Clangers）》）。[224]
- 吉蓮·琳恩女爵士（英语：Gillian Lynne），92歲，英國舞者和編舞家（《歌劇魅影》、《猫》）。[225]
- 刘继成，88岁，贵州省科委党组原副书记、副主任。[226]
- 陈刚，55岁，中国官员，嘉兴市委常委、市纪委书记、市监委主任。[227]
- 王钢，61岁，中国学校体育人物，教育部学生体育协会联合秘书处秘书长助理、中国大学生体育协会副主席、中国中学生体育协会常务理事。[228]
- 金福得，101歲，韓國慰安婦。